# IF Viken
IF Viken ist ein schwedischer Fußballverein aus Åmål. Die Mannschaft spielte mehrere Spielzeiten in der zweithöchsten schwedischen Spielklasse.

## Geschichte
IF Viken gründete sich 1922. Zunächst unterklassig antretend, stieg der Klub 1929 erstmals in die dritte Liga auf. In den folgenden Jahren pendelte die Mannschaft zwischen drittem und viertem Spielniveau. Nach einem erneuten Aufstieg im Sommer 1941 etablierte sich der Verein in der Folge auf dem dritten Spielniveau. Nach einer Vizemeisterschaft 1945 platzierte sich der Klub in der folgenden Spielzeit nach nur einer Saisonniederlage an der Spitze seiner Drittligastaffel und zog in die Aufstiegsspiele ein. Nach Erfolgen über Kungshamns IF und IFK Bofors stieg er erstmals in die Zweitklassigkeit auf.
In der Spielzeit 1946/47 belegte IF Viken mit dem vorletzten Tabellenrang einen Abstiegsplatz. Mit zwei Punkten Vorsprung auf Schlusslicht Deje IK entging der Verein dabei nur knapp einem Absturz, da aufgrund einer Ligareform vier der zehn Mannschaften eine Liga abstiegen mussten, der Tabellenletzte jedoch in die vierte Liga durchgereicht wurde. Als Tabellendritter hinter Jonsereds IF und IFK Trollhättan verpasste die Mannschaft den direkten Wiederaufstieg, wiederholte aber im folgenden Jahr den Staffelsieg. Dieses Mal hielt sich der Klub als Tabellenfünfter in der Liga. In der Spielzeit 1950/51 gelang das beste Ergebnis der Vereinsgeschichte, als hinter Åtvidabergs FF und Sandvikens IF der dritte Rang belegt wurde. Nach einem sechsten Platz in der Folgespielzeit beendete der Verein im Sommer 1953 die Spielzeit als Tabellenletzter und stieg wieder ab.
IF Viken spielte anfangs um den direkten Aufstieg in die zweite Liga, der 1955 als Tabellenzweiter hinter SK Sifhälla nur knapp verpasst wurde. Anschließend rutschte der Klub jedoch in der Tabelle ab und stieg schließlich 1959 in die Viertklassigkeit ab. Nach dem direkten Wiederaufstieg reihte sich der Verein in seiner Drittligastaffel im mittleren Tabellenbereich ein und stand ab Mitte der 1960er Jahre mehrfach kurz vor einer erneuten Rückkehr in die zweite Liga. 1974 noch Vizemeister der Staffel gewesen, folgte drei Jahre später der abermalige Abstieg in die vierte Liga. Nach dem erneuten sofortigen Wiederaufstieg verpasste die Mannschaft den Klassenerhalt und spielte dieses Mal zwei Spielzeiten viertklassig. Zunächst im vorderen Bereich platziert wurde der Verein 1986 Opfer einer Ligareform und belegte im Gegensatz zur Reform in den 1940er Jahren dieses Mal als Tabellenletzter einen Tabellenplatz, der zwei Ligaklassen nach unten führte.
Mit dem Absturz in die Fünftklassigkeit verabschiedete sich IF Viken für längere Zeit vom höherklassigen Fußball. Erst zur Spielzeit 1996 kehrte die Mannschaft in die vierte Liga zurück, stieg aber direkt wieder ab. Später stieg der Klub in die Sechstklassigkeit ab, aus der die Mannschaft mehrfach kurzzeitig wieder aufstieg. Nach dem erneuten Aufstieg 2007 platzierte sie sich im mittleren Tabellenbereich, stieg aber Ende 2010 erneut ab. Mit wechselndem Erfolg trat sie in der Folge in der Division 4 Bohuslän/Dalsland an. Nach zwei Vizemeisterschaften in Folge hinter Brålanda IF respektive IFK Uddevalla stieg die Mannschaft Ende 2023 als Staffelsieger vor Melleruds IF in die fünftklassige Division 3 Nordvästra Götaland auf.

## Stadion
IF Viken nutzt als Heimspielstätte die im Nordosten Åmåls gelegene Sportanlage Rösvallen, die rund um das Naturrasenspielfeld bis zu zirka 1.500 Zuschauern Platz bietet. In unmittelbarer Nähe zum Fußballfeld befinden sich neben einem Schulgelände die lokale Schwimm- sowie Eishalle als weitere Sportstätten. Zirka 400 Meter nördlich liegt ein als Mossängens IP bezeichneter Kunstrasenplatz, der als Trainingsgelände und für Jugendspiele genutzt wird.